# Malouetia mildbraedii
Malouetia mildbraedii är en oleanderväxtart som först beskrevs av Ernest Friedrich Gilg och Stapf, och fick sitt nu gällande namn av J. van der Ploeg. Malouetia mildbraedii ingår i släktet Malouetia och familjen oleanderväxter. Inga underarter finns listade i Catalogue of Life.